# Yaalhichín
Yaalhichín es una localidad del estado mexicano de Chiapas. Es parte del municipio de Chamula.

## Demografía
| Gráfica de evolución demográfica |
|                                  |

| Censo | Población |
| ----- | --------- |
| 1921  | 197       |
| 1930  | 383       |
| 1940  | 695       |
| 1950  | 542       |
| 1960  | 482       |
| 1970  | 715       |
| 1980  | 1 091     |
| 1990  | 552       |
| 2000  | 716       |
| 2010  | 500       |
| 2020  | 1 204     |